# 滇边肿足蕨
滇边肿足蕨（学名：Hypodematium microlepioides），为肿足蕨科肿足蕨属下的一个植物种。